# Jarmo Nikolai
Jarmo Nikolai (* 10. März 1984) ist ein estnischer Biathlet und Skilangläufer.
Jarmo Nikolai vom Sportclub Sparta trat international erstmals im Rahmen der Biathlon-Europameisterschaften 2006 in Langdorf in Erscheinung und erreichte die Plätze 63 im Einzel, 78 im Sprint und wurde mit Anton Isatsenkov, Martin Maasik und Alari Remmelg 18. im Staffelrennen. Im Verlauf der Saison 2006/07 erreichte er in Nové Město na Moravě mit Rang 43 in einem Verfolgungsrennen sein bestes Resultat im Europacup/IBU-Cup. 2008 nahm er an dieser Stelle erneut an Biathlon-Europameisterschaften teil und kam auf den 59. Platz im Einzel. Daneben ist Nikolai auch als Skilangläufer aktiv, kam international aber bislang nur in unterklassigen Wettbewerben wie dem Scandinavian Cup und FIS-Rennen zum Einsatz.